# Delphine Claudel
Pour les articles homonymes, voir Claudel.
Delphine Claudel, née le 23 mars 1996 à Remiremont, est une fondeuse française. Elle est spécialiste des courses de distance. Elle est le 8 janvier 2023, la première skieuse de fond de son pays à remporter une épreuve de la Coupe du monde.

## Biographie

### Débuts de carrière (2012-2018)
Licenciée au club de La Bressaude dans les Vosges, elle dispute sa première course officielle organisée par la FIS en 2012 à Montgenèvre, où elle décroche directement sa première victoire. Delphine Claudel participe à ses premiers Championnats du monde junior lors de l'édition 2014 de Val di Fiemme où elle termine 34e du sprint, 26e du skiathlon et 50e du cinq kilomètres. La saison suivante, elle continue de disputer des compétitions juniors. Lors des mondiaux d'Almaty 2015, elle termine 23e du sprint et 31e du cinq kilomètres. Elle dispute ses premières courses FIS la saison suivante. Lors des mondiaux junior 2016, elle réalise le quatrième temps de la qualification du sprint avant d'échouer en quarts de finale. Sur les autres épreuves, elle termine 32e du cinq kilomètres, 19e du dix kilomètres et sixième avec le relais.
En 2017, elle dispute des courses FIS ou du circuit des Alpes. Elle prend ses premiers départs en Coupe du monde à Toblach, terminant 34e d'un sprint avant de disputer le lendemain un sprint par équipe, associée à Marion Buillet. Elle dispute les mondiaux des moins de 23 ans, terminant 14e du sprint, 23e du dix kilomètres et 24e du skiathlon.
Dans une saison où elle dispute principalement des courses FIS ou circuit des Alpes, elle dispute quelques courses de la coupe du monde, le Ruka triple, le dix kilomètres de Davos, 59e, le sprint de Lenzerheide, 45e. Elle participe à une troisième épreuve de coupe du monde lors du sprint de Dresde, terminant 39e avant de terminer douzième lors du sprint par équipes. Elle dispute les mondiaux des moins de 23 ans, terminant 21e du sprint après une cinquième place des qualifications, 22e du dix kilomètres. Elle obtient sa sélection pour les Jeux olympiques de 2018 de Pyeongchang. Elle obtient une 57e place du dix kilomètres avant de terminer douzième du relais, où elle est associée à Aurore Jean, Anouk Faivre-Picon et Coraline Hugue.

### Présence régulière en coupe du monde (2018-2020)
En 2018, elle continue d'obtenir des sélections pour des courses de la coupe du monde, terminant 52e du sprint et obtenant le lendemain 22e du dix kilomètres à Davos. Elle obtient ainsi sa première sélection pour disputer le Tour de Ski. Lors de cette édition, elle se qualifie lors du sprint de Val Müstair, terminant 26e avant de quitter ce tour. Lors des mondiaux des moins de 23 ans 2019, elle termine neuvième du sprint puis sixième du dix kilomètres. Elle participe ensuite à l'étape de Cogne, terminant 20e du sprint et 16e d'un dix kilomètres. Lors des mondiaux de Seefeld, elle termine 35e du sprint, 31e du skiathlon et huitième avec le relais, avec Anouk Faivre-Picon, Laura Chamiot-Maitral et Flora Dolci. Elle continue de participer au circuit de la coupe du monde, participant aux finales où elle termine 49e du général.
À l'automne 2019, elle commence sa saison de coupe du monde à Lillehammer par une 23e place d'un skiathlon, terminant le lendemain à la neuvième place avec le relais. À Davos, elle obtient une treizième place du dix kilomètres. Elle dispute ensuite le Tour de Ski, terminant à la 23e place du général. Après ce tour, elle obtient une quatorzième place du dix kilomètres de Nové Mesto, puis termine à cette même place à Oberstdorf lors du skiathlon. Elle dispute le FIS Ski tour, tour disputé en Suède et Norvège, où elle termine 16e du général.

### Premiers podiums et première victoire en coupe du monde (2020-...)
Pour ses débuts lors de la coupe du monde 2020-2021, elle termine à la 43e place du général du Ruka triple. Lors de l'étape suivante, elle termine neuvième du dix kilomètres de Davos, son premier top 10 dans une course de coupe du monde. Sur le Tour de Ski, elle termine à la septième place du dix kilomètres libre de Toblach pour occuper la 17e place du général. Lors de la dernière étape, une mass-start sur la montée de l'Alpe Cermis, elle termine à la troisième place, derrière Ebba Andersson et Jessica Diggins qui remporte le tour. Elle est la troisième Française, après Karine Philippot en 2007 et 2008, et Aurore Jean en 2013, à terminer sur un podium en Coupe du monde. Claudel dispute ensuite les Championnats du monde à Oberstdorf, où elle court trois épreuves, terminant au mieux septième du skiathlon.
Lors de la coupe du monde 2021-2022, elle termine à la troisième place de l'étape finale du Tour de ski 2022 derrière Heidi Weng et Ebba Andersson, terminant 11e du classement final remporté par Natalia Nepryaeva. Lors des Jeux de Pékin, elle termine neuvième du skiathlon, douzième avec le relais, avec Léna Quintin, Flora Dolci et Mélissa Gal, et septième du 30 kilomètres.
Le 8 janvier 2023, elle devient la première française à remporter une étape de Coupe du monde FIS sur cette même montée de l'Alpe Cermis à Val di Fiemme, devant la Norvégienne Heidi Weng et l'Américaine Sophia Laukli. Trois semaines plus tard, elle obtient un nouveau podium en coupe du monde en terminant deuxième du 10 kilomètres libre des Rousses derrière Ebba Andersson et devant Jessie Diggins. Elle se rend aux mondiaux de Planica avec l'ambition de remporter une médaille sur cette distance, elle termine d'abord dixième du skiathlon avant de terminer à une décevante, selon elle, vingt-troisième place finale. Sur le relais, qu'elle compose avec Juliette Ducordeau, Flora Dolci et Léna Quintin, elle termine à la sixième place.
Le 7 janvier 2024, elle monte une nouvelle fois sur un podium en coupe du monde à Val di Fiemme, lors d'une mass-start sur la montée de l'Alpe Cermis, là même où elle avait obtenu son premier podium trois ans plus tôt : elle termine ainsi dixième du Tour de ski. Le 9 février, elle prend la deuxième place sur la mass-start libre de 15 kilomètres de Canmore, derrière Jessie Diggins.

## Palmarès

### Jeux olympiques
| Épreuve / Édition   | Sprint                           | Sprint                           | 10 km                            | 10 km                            | Skiathlon 2 × 7,5 km | 30 km | Relais | Relais   |
| Épreuve / Édition   | libre                            | classique                        | libre                            | classique                        | Skiathlon 2 × 7,5 km | 30 km | Sprint | 4 × 5 km |
| JO 2018 Pyeongchang | Épreuve inexistante à cette date | —                                | 57e                              | Épreuve inexistante à cette date | —                    | —     | —      | 12e      |
| JO 2022 Pékin       | —                                | Épreuve inexistante à cette date | Épreuve inexistante à cette date | —                                | 9e                   | 7e    | —      | 12e      |

Légende :
- : pas d'épreuve
- — : Non disputée par Claudel

### Championnats du monde
| Épreuve / Édition        | Sprint                           | Sprint                           | 10 km                            | 10 km                            | Skiathlon 2 × 7,5 km | 30 km | Relais | Relais   |
| Épreuve / Édition        | libre                            | classique                        | libre                            | classique                        | Skiathlon 2 × 7,5 km | 30 km | Sprint | 4 × 5 km |
| Mondiaux 2019 Seefeld    | 35e                              | Épreuve inexistante à cette date | Épreuve inexistante à cette date | —                                | 31e                  | —     | —      | 8e       |
| Mondiaux 2021 Oberstdorf | Épreuve inexistante à cette date | —                                | 22e                              | Épreuve inexistante à cette date | 7e                   | 17e   | —      | —        |
| Mondiaux 2023 Planica    | Épreuve inexistante à cette date | —                                | 23e                              | Épreuve inexistante à cette date | 10e                  | —     | —      | 6e       |

### Coupe du monde
- Meilleur classement général : 16e en 2024.
- 2 podiums.

#### Courses par étapes
- 4 podiums d’étapes dont 1 victoire.
- Tour de Ski :
  - 4 podiums dont 1 victoire.

##### Victoires d'étapes
| Date           | Lieu          | pays   | Compétition | Discipline  |
| -------------- | ------------- | ------ | ----------- | ----------- |
| 8 janvier 2023 | Val di Fiemme | Italie | Tour de Ski | 10 km TL MS |

Légende :

TC = classique

TL = libre

MS = départ en masse

HS = départ avec handicap

PU = poursuite

#### Classements par saison
| Saison / Épreuve | Saison / Épreuve | Général | Général | Distance | Distance | Sprint | Sprint |
| Saison / Épreuve | Saison / Épreuve | Class.  | Points  | Class.   | Points   | Class. | Points |
| ---------------- | ---------------- | ------- | ------- | -------- | -------- | ------ | ------ |
| 2019             | 2019             | 69e     | 51      | 53e      | 34       | 53e    | 17     |
| 2020             | 2020             | 32e     | 225     | 26e      | 138      | 67e    | 10     |
| 2021             | 2021             | 26e     | 210     | 23e      | 150      | -      | -      |
| 2022             | 2022             | 21e     | 261     | 14e      | 165      | -      | -      |
| 2023             | 2023             | 21e     | 840     | 13e      | 644      | 115e   | 7      |
| 2024             | 2024             | 16e     | 997     | 13e      | 771      | 76e    | 37     |

### Championnats du monde junior et desmoins de 23 ans
| Épreuve / Édition           | Sprint                           | Sprint                           | 5 km                             | 5 km                             | Mass-start 10 km                 | Skiathlon                        | Relais |
| Épreuve / Édition           | libre                            | classique                        | libre                            | classique                        | Mass-start 10 km                 | Skiathlon                        | Relais |
| Mondiaux 2014 Val di Fiemme | 34e                              | Épreuve inexistante à cette date | Épreuve inexistante à cette date | 5e                               | Épreuve inexistante à cette date | 26e                              | —      |
| Mondiaux 2015 Almaty        | Épreuve inexistante à cette date | 23e                              | 31e                              | Épreuve inexistante à cette date | Épreuve inexistante à cette date | DNS                              | —      |
| Mondiaux 2016 Râșnov        | 26e                              | Épreuve inexistante à cette date | Épreuve inexistante à cette date | 32e                              | 19e                              | Épreuve inexistante à cette date | 6e     |

| Épreuve / Édition                | Sprint                           | Sprint                           | 10 km                            | 10 km                            | Skiathlon 2 × 7,5 km             | Mass-start 15 km                 |
| Épreuve / Édition                | libre                            | classique                        | libre                            | classique                        | Skiathlon 2 × 7,5 km             | classique                        |
| Mondiaux U23 2017 Soldier Hollow | Épreuve inexistante à cette date | 14e                              | 23e                              | Épreuve inexistante à cette date | 24e                              | Épreuve inexistante à cette date |
| Mondiaux U23 2018 Goms           | 21e                              | Épreuve inexistante à cette date | Épreuve inexistante à cette date | 22e                              | —                                | Épreuve inexistante à cette date |
| Mondiaux U23 2019 Lahti          | Épreuve inexistante à cette date | 9e                               | 6e                               | Épreuve inexistante à cette date | Épreuve inexistante à cette date | 9e                               |

### Coupe OPA
- 2 podiums.

### Championnats de France
- Championne sur ski à rollers du sprint en 2017 et 2019 et de la mass-start en 2018[22].